# Bolton (Greater Manchester)
Bolton ist eine Stadt im Metropolitan County Greater Manchester in England im Tal des River Croal. Bolton gehörte bis 1974 zur Grafschaft Lancashire; seitdem ist es der Verwaltungssitz des Metropolitan Borough Bolton. Die Stadt zählte 2001 rund 139.000 Einwohner.

## Geschichte
Die Geschichte Boltons reicht bis in die Bronzezeit zurück. Erste urkundliche Nachweise datieren auf das Jahr 1067 und verzeichnen ein Manor of Bolton im Ort Bolton-le-Moors. Bolton und die umliegende Gegend gehörten nach der Invasion der Normannen 1066 zur Krone. Später wurde das Land zwischen River Mersey und River Ribble westlich von Manchester von Wilhelm dem Eroberer einem Baron Roger de Poictou gegeben. Später kam es zurück zur Krone, dann zu Ranulf de Briscasar, 3. Earl of Chester und anschließend zu Roger de Maresy. Die meisten Familien, die das Landgut Bolton innehatten, gehörten zum Haus des Earl of Derby.
Der Ort erhielt 1261 durch Heinrich III. die königliche Charta, mit der ihr das Marktrecht verliehen wurde. Schon zuvor war Bolton durch William de Ferrers, 5. Earl of Derby zu einem Borough erhoben worden, verbunden mit dem Recht, einen Markt abzuhalten.
1337 ließen sich flämische Weber in Bolton nieder und bauten Spinnereien, Webereien sowie eine Holzschuh-Produktion auf. Daraus entwickelte sich im Laufe der Zeit eine Textilindustrie; Baumwolle wurde erstmals 1641 verarbeitet.
1516 wurde die noch heute bestehende Privatschule Bolton School gegründet.
Im 17. Jahrhundert war Bolton ein Zentrum des Puritanismus und im englischen Bürgerkrieg eine Bastion der Parlamentarier, umgeben von den Royalisten nahestehenden Gebieten. Am 28. Mai 1644 wurde Bolton von einer 10.000 Mann starken Armee des Ruprecht von der Pfalz unter der Führung des Earl of Derby angegriffen. Dabei kamen 1500 Menschen ums Leben und 700 wurden gefangen genommen. Dieses Ereignis ist als Bolton Massacre bekannt.
Die Erfindung von Spinnmaschinen wie die Spinning Jenny (durch James Hargreaves 1761) und die Spinning Mule durch den in Bolton geborenen Samuel Crompton 1779 ermöglichten eine deutliche qualitative und quantitative Steigerung der Textilproduktion und Bolton kann damit als einer Ausgangspunkte der Industriellen Revolution gelten. Samuel Crompton ist eine 1862 erbaute Statue in Bolton gewidmet. Die erste maschinelle Spinnerei wurde in Bolton 1780 in Betrieb genommen. 1838 wurden die Orte Little Bolton und Great Bolton auf beiden Seiten des River Croal vereinigt. Bolton hatte zu dieser Zeit etwa 47.000 Einwohner. Im gleichen Jahre gewährte Königin Victoria Bolton den Status eines Borough. Bereits am 29. Mai 1828 nahm die Bolton and Manchester Railway ihren Eisenbahnbetrieb auf; am 1. Juli 1828 folgte die Bolton to Leigh Railway, die von George und Robert Stephenson betrieben wurde. Zu dieser Zeit siedelten sich in Bolton zahlreiche Zulieferbetriebe für die britischen Kohlebergwerke an; daneben gab weitere Industrien wie die Papierherstellung.
Im Jahre 1899 wurde eine elektrische Straßenbahn in Betrieb genommen, die 1928 durch Busse ersetzt wurde. 1929 gab es in Bolton 247 Baumwollspinnereien, in den 1950er Jahren waren es noch 103, im Jahre 1964 noch 34 und 1979 nur noch 8.

## Museen
- Bolton Museum – Museum für Geschichte, Archäologie, Kunst und Heimatgeschichte mit einem der ältesten öffentlichen Aquarien in Großbritannien[1]
- The Bolton Steam Museum – Sammlung historischer Dampfmaschinen[2]

## Sport
Der Fußballclub Bolton Wanderers spielt in der Football League One.
Seit 2009 wird in und um Bolton jährlich im August der Ironman UK ausgetragen. Bei diesem Triathlon über die Ironman-Distanz sind für die Athleten 3,86 Kilometer Schwimmen, 180,2 Kilometer Radfahren und 42,195 Kilometer Laufen zu bewältigen.

## Söhne und Töchter der Stadt
- Thomas Cole (1801–1848), US-amerikanischer Landschaftsmaler
- Robert Whitehead (1823–1905), Konstrukteur des ersten selbstangetriebenen Torpedos
- Thomas Moran (1837–1926), US-amerikanischer Maler
- Dick Barlow (1851–1919), Cricketspieler
- Joseph Hancock (1878–1916), britischer Schiffssteward und Expeditionsteilnehmer
- Jack Hylton, geboren als John Hilton (1892–1965), Big-Band-Leader, Musicalproduzent
- David Jack (1898–1958), Fußballspieler
- Jack Clough (1909–1980), Fußballschiedsrichter
- Eric Bentley (1916–2020), Kulturkritiker, Autor, Sänger und Übersetzer
- Ray Minshull (1920–2005), Fußballspieler
- Nat Lofthouse (1925–2011), Fußballspieler
- Ronald Pickvance (1930–2017), Kunsthistoriker
- Fred Dibnah (1938–2004), Schornsteinbauer und TV-Moderator
- Shaun Greenhalgh (* 1960), Kunstfälscher
- Andrew Oldcorn (* 1960), Profigolfer
- Paul Pritchard (* 1967), Kletterer, Bergsteiger und Autor
- Lee Mason (* 1971), Fußballschiedsrichter
- Sara Cox (* 1974), Radiomoderatorin
- Diane Morgan (* 1975), Schauspielerin und Komikerin
- Kristian Ayre (* 1977), kanadischer Schauspieler und Synchronsprecher
- Tamsen McGarry (* 1982), Skirennläuferin
- Danny Jones (* 1986), Sänger und Gitarrist der britischen Band McFly
- Amir Khan (* 1986), Boxer
- Jenny Wallwork (* 1987), Badmintonspielerin
- Luke Daniels (* 1988), Fußballspieler
- Matthew Rotherham (* 1994), Radsportler und Paracycling-Pilot
- Nathaniel Phillips (* 1997), Fußballspieler
- Will Jääskeläinen (* 1998), finnischer Fußballtorhüter
- Huw Nightingale (* 2001), Snowboarder